# NGC 492
NGC 492 é uma galáxia espiral barrada (SB?) localizada na direcção da constelação de Pisces. Possui uma declinação de +05° 25' 01" e uma ascensão recta de 1 horas, 22 minutos e 13,5 segundos.
A galáxia NGC 492 foi descoberta em 6 de Dezembro de 1850 por William Parsons.